# 麥佛森廣場站
麥佛森廣場站（英語：McPherson Square Station）是華盛頓地鐵橘線、藍線及银线交會的地鐵車站。银线于2014年7月26日开通于此。
本站位於麥佛森廣場及富蘭克林廣場之間，是通往白宮的主要車站，本站有兩座出口，分別位於I街與佛蒙特大道、14街的交叉口附近， 其中佛蒙特大道出口位在美國退伍軍人事務部下方。

## 車站結構
| G        | 街道層             | 出入口                                                                                   |
| M        | 夾層               | 單向閘機、售票機、車站詢問處                                                             |
| P 月台層 | 側式月台，右側開門 | 側式月台，右側開門                                                                       |
| P 月台層 | 西行               | 往法蘭克尼亞–春田-春田（法拉格特西） · 往維也納（法拉格特西） · 往威勒-雷斯頓東（法拉格特西） |
| P 月台層 | 東行               | 往拉戈鎮中心（地鐵中心） · 往新卡羅頓（地鐵中心）                                        |
| P 月台層 | 側式月台，右側開門 |                                                                                          |

## 車站週邊
- 布萊爾宮（Blair House）
- 美國財政部（Department of the Treasury）
- 哈德森研究所（Hudson Institute）
- 拉法葉特廣場（Lafayette Square）
- 聖公會聖約翰座堂（St. John's Episcopal Church）
- 斯特耶大學（Strayer University）
- 華盛頓郵報總部（The Washington Post Headquarters）
- 白宮（White House）

## 外部連結
- WMATA: McPherson Square Station
- StationMasters Online: McPherson Square Station（页面存档备份，存于）
- The Schumin Web Transit Center: McPherson Square Station
- McPherson Square (Washington Metro) is at coordinates:
  - 38°54′04″N 77°02′05″W / 38.901162°N 77.034853°W Vermont Avenue Entrance
  - 38°54′04″N 77°01′56″W / 38.901111°N 77.032206°W 14th Street Entrance

38°54′4.8″N 77°1′59.8″W / 38.901333°N 77.033278°W